# Marzemino
Marzemino ist eine alte Rotweinsorte, die vermutlich aus Italien stammt. Sie ist bereits seit dem 15. Jahrhundert im Etschtal (südlich von Trient, Vallagarina, z. dt. Lagertal genannt) im norditalienischen Trentino nachgewiesen.

## Abstammung, Herkunft
Im Jahr 2004 bestätigte das „Istituto agrario di San Michele all’Adige“ (heute Fondazione Edmund Mach) in Conegliano eine enge, genetische Verwandtschaft ersten Grades mit den Sorten Lagrein und Teroldego sowie über die Sorte Dureza eine Verbindung zur französischen Sorte Syrah.

## Verbreitung
Früher war der Marzemino Bestandteil des Rezepts des Chianti. Heute wird er noch in kleinen Mengen in den Regionen Trentino-Südtirol, Emilia-Romagna, Lombardei und Venetien kultiviert. Marzemino wird zum Beispiel in den DOC-Weinen Breganze, Capriano del Colle, Cellatica, Colli di Conegliano, Garda und Trentino verwendet.
In den 1990er Jahren wurde in Italien eine bestockte Rebfläche von 863 ha erhoben. Lorenzo Da Ponte und Wolfgang Amadeus Mozart (1756–1791) haben in der Oper Don Giovanni dem Marzemino-Wein mit dem Ausruf „Versa il vino. Eccellente marzimino!“ ein Denkmal gesetzt (Akt II, Szene 13).

## Ampelographische Sortenmerkmale
- Die Triebspitze ist offen. Sie ist wollig behaart, weißlich mit leicht bronzefarbenem Anflug. Die grüngelblichen Jungblätter sind auf der Oberseite schwach und auf der Blattunterseite wollig behaart.
- Die mittelgroßen Blätter sind drei- bis fünflappig und kaum gebuchtet. Die Stielbucht ist V-förmig geschlossen, da sich die Stielbuchtenden überlappen. Das Blatt ist spitz gesägt. Die Zähne sind im Vergleich der Rebsorten eng gesetzt. Die Blattoberseite (auch Blattspreite genannt) ist blasig.
- Die konus- bis walzenförmige Traube ist groß und dichtbeerig. Die rundlichen Beeren sind mittelgroß und rot-violetter Farbe. Die Schale der Rebe ist hart, und die Beere ist saftig.

Reife: ca. 35 Tage nach dem Gutedel spät reifend.

## Eigenschaften
Gegenüber dem Echten Mehltau und dem Falschen Mehltau ist sie anfällig.

## Wein
Sie erbringt fruchtige und leicht bittere Weine mit granatroter bis dunkelroter Farbe mit einem Pflaumen- und Kirsch-Bouquet.

## Synonyme
51 Synonyme sind bekannt: Balsamea, Balsamina, Barzabino, Barzamin, Barzemin, Barzemin Berzamno, Barzemino, Bassamino, Bassanino, Bergamasco, Berzamina, Berzamino, Berzemin, Berzemina, Berzemino, Berzemino Capolico, Borgogna, Borgogno, Bossamino, Capolico, Magnacan, Margemina, Marsemina, Marzamino, Marzemin, Marzemina, Marzemina Cenerenta, Marzemina d’Istria, Marzemina di Napoli, Marzemina Gentile, Marzemina Nera, Marzemina Veronese, Marzemina Zentil, Marzemino d’Isera, Marzemino d’Istria, Marzemino del Tirolo, Marzemino della Terra Ferma Veneta, Marzemino Gentile, Marzemino Nero, Marzemino Trevigiano, Marzeminone, Marzimino, Marzolina, Marzomino, Mazzamina, Merzemina, Negret dei Lombardi, Negro del Garda, Royal Askant, Uva Tedesca, Vertzami.